# A Division 1940-1941 (Irlanda)
La stagione 1940-1941 è stata la ventesima edizione della League of Ireland, massimo livello del campionato di calcio irlandese.

## Classifica finale
|  | Pos. | Squadra          | Pt | G  | V  | N | P  | GF | GS | DR  |
|  | ---- | ---------------- | -- | -- | -- | - | -- | -- | -- | --- |
|  | 1.   | Cork Utd         | 30 | 20 | 13 | 4 | 3  | 50 | 23 | +27 |
|  | 2.   | Waterford        | 30 | 20 | 14 | 2 | 4  | 62 | 31 | +31 |
|  | 3.   | Bohemians        | 23 | 20 | 9  | 5 | 6  | 52 | 44 | +8  |
|  | 4.   | Shamrock Rovers  | 21 | 20 | 9  | 3 | 8  | 48 | 43 | +5  |
|  | 5.   | St. James's Gate | 21 | 20 | 9  | 3 | 8  | 44 | 41 | +3  |
|  | 6.   | Drumcondra       | 20 | 20 | 8  | 4 | 8  | 44 | 50 | -6  |
|  | 7.   | Dundalk          | 19 | 20 | 9  | 1 | 10 | 43 | 42 | +1  |
|  | 8.   | Brideville       | 16 | 20 | 7  | 2 | 11 | 39 | 57 | -18 |
|  | 9.   | Limerick         | 16 | 20 | 6  | 4 | 10 | 27 | 44 | -17 |
|  | 10.  | Shelbourne       | 15 | 20 | 3  | 9 | 8  | 23 | 31 | -8  |
|  | 11.  | Bray Unknowns    | 9  | 20 | 3  | 3 | 14 | 29 | 55 | -26 |

Legenda:

         Campione d'Irlanda
         Ritirata
Note:
Due punti a vittoria, uno a pareggio, zero a sconfitta.
Waterford abbandona la League of Ireland poco prima della disputa del match di spareggio.

## Statistiche

### Primati stagionali
| Record - Maggior numero di vittorie: Waterford (14) - Minor numero di sconfitte: Cork Utd (3) - Miglior attacco: Waterford (62) - Miglior difesa: Cork Utd (23) - Miglior differenza reti: Waterford (+31) - Maggior numero di pareggi: Shelbourne (9) - Minor numero di vittorie: Shelbourne e Bray Unknowns (3) - Maggior numero di sconfitte: Bray Unknowns (14) - Peggiore attacco: Sheloburne (23) - Peggior difesa: Bray Unknowns (55) - Peggior differenza reti: Bray Unknowns (-26) |